# Chrysotimus viridana
Chrysotimus viridana är en tvåvingeart som beskrevs av Negrobov 1978. Chrysotimus viridana ingår i släktet Chrysotimus och familjen styltflugor. Inga underarter finns listade i Catalogue of Life.